# Giro de Italia 1919
La 7.ª edición del Giro de Italia se disputó entre el 21 de mayo y el 8 de junio de 1919 después de un parón de cuatro años a causa de la Primera Guerra Mundial. El recorrido constaba de 10 etapas y 2984 km, que el vencedor completó a una velocidad media de 26,440 km/h. La carrera comenzó y terminó en Milán.
Tomaron la salida 63 participantes, de los cuales sólo 15 llegaron a la meta final. 
Costante Girardengo consiguió su primer triunfo en el Giro de Italia de una forma aplastante, ganando siete de las diez etapas y reteniendo el liderato desde la primera a la última etapa. En el podio le acompañaron Gaetano Belloni, segundo y ganador de una etapa, y el belga Marcel Buysse, tercero y primer ciclista no italiano que lograba subir al podio.

## Etapas
| Etapa      | Fecha     | Recorrido          | Distancia (km) | Ganador             | Líder               |
| ---------- | --------- | ------------------ | -------------- | ------------------- | ------------------- |
| 1.ª etapa  | 21 de may | Milán - Trento     | 302,8          | Costante Girardengo | Costante Girardengo |
| 2.ª etapa  | 23 de may | Trento - Trieste   | 334,3          | Costante Girardengo | Costante Girardengo |
| 3.ª etapa  | 25 de may | Trieste - Ferrara  | 282            | Oscar Egg           | Costante Girardengo |
| 4.ª etapa  | 27 de may | Ferrara - Pescara  | 411,2          | Ezio Corlaita       | Costante Girardengo |
| 5.ª etapa  | 29 de may | Pescara - Nápoles  | 312,5          | Gaetano Belloni     | Costante Girardengo |
| 6.ª etapa  | 31 de may | Nápoles - Roma     | 203,8          | Costante Girardengo | Costante Girardengo |
| 7.ª etapa  | 2 de jun  | Roma - Florencia   | 350,6          | Costante Girardengo | Costante Girardengo |
| 8.ª etapa  | 4 de jun  | Florencia - Génova | 261,8          | Costante Girardengo | Costante Girardengo |
| 9.ª etapa  | 6 de jun  | Génova - Turín     | 248            | Costante Girardengo | Costante Girardengo |
| 10.ª etapa | 8 de jun  | Turín - Milán      | 277            | Costante Girardengo | Costante Girardengo |
| Total      | Total     | Total              | 2984           |                     |                     |

## Clasificaciones

### Clasificación general
| Clasificación general |                     |               |                   |
| Ciclista              | Ciclista            | Equipo        | Tiempo            |
| --------------------- | ------------------- | ------------- | ----------------- |
| 1.º                   | Costante Girardengo | Stucchi       | 112 h 51 min 29 s |
| 2.º                   | Gaetano Belloni     | Bianchi       | + 51 min 56 s     |
| 3.º                   | Marcel Buysse       | Bianchi       | + 1 h 05 min 31 s |
| 4.º                   | Clemente Canepari   | Stucchi       | + 1 h 34 min 35 s |
| 5.º                   | Ugo Agostoni        | Bianchi       | + 1 h 39 min 39 s |
| 6.º                   | Angelo Gremo        | Stucchi       | + 2 h 20 min 01 s |
| 7.º                   | Ezio Corlaita       | Stucchi       | + 4 h 12 min 07 s |
| 8.º                   | Lauro Bordin        | Bianchi       | + 4 h 16 min 32 s |
| 9.º                   | Giosuè Lombardi     | Independiente | + 4 h 28 min 33 s |
| 10.º                  | Ugo Ruggeri         | Independiente | + 6 h 03 min 51 s |

### Clasificación por equipos
| Clasificación por equipos |         |        |
| Equipo                    | Equipo  | Tiempo |
| ------------------------- | ------- | ------ |
| 1.º                       | Stucchi | -      |